# Emmanuel Nunes
Emmanuel Nunes ComSE (Lisboa, 31 de agosto de 1941 - Paris, 2 de setembro de 2012)  foi um compositor português radicado em Paris. Foi galardoado com o Prémio Pessoa em 2000.

## Biografia
Começou os seus estudos musicais na Academia de Amadores de Música de Lisboa mas, sem perspectivas de progressão e por ser opositor do regime ditatorial, prosseguiu os estudos musicais na Alemanha e na França (mestres: Francine Benoît e Fernando Lopes Graça em Portugal, nos Darmstädter Ferienkurse com Pierre Boulez, e na Hochschule für Musik Köln com Henri Pousseur, Jaap Spek, Georg Heike e Karlheinz Stockhausen). Defendeu na Sorbonne uma tese de musicologia sobre Anton Webern. Utilizava nas suas composições as mais variadas técnicas, mantendo-se próximo da linguagem atonal. Foi professor de composição e de música de câmara em Paris no Conservatório Nacional Superior de Música e Dança de Paris entre 1992 e 2006, tendo antes ocupado um lugar de professor de composição no Institut für Neue Musik da Hochschule für Musik Freiburg (1986-1992), dando também cursos na Fundação Calouste Gulbenkian, na Universidade de Harvard, e em Darmstadt.
Obteve vários prémios, dos quais se destaca o 1.º prémio de Estética Musical (classe de Marcel Beaufils) do Conservatório Nacional Superior de Música de Paris, em 1971, e o Prémio do International Music Council (UNESCO) para compositores, em 1999.
Morreu num hospital em Paris à idade de 71 anos.

### Condecorações[2]
- Oficial da Ordem das Artes e das Letras de França (1986)
- Comendador da Ordem Militar de Sant'Iago da Espada de Portugal (10 de Junho de 1991)

## Obras
Lista incompleta.

### Música dramática
- Das Märchen, ópera baseada no conto homónimo Goethe; libreto do compositor; para solistas vocais, coro, orquestra, conjunto instrumental e live electronics (1998-2007).

Estreou a 25 de Janeiro de 2007 no Teatro Nacional de São Carlos, Lisboa, e foi transmitida em directo para 14 teatros portugueses através de ecrãs gigantes.
A peça, é inspirada numa novela do escritor russo do Século XIX Fiódor Dostoiévski, A Submissa.

### Música orquestral
- Fermata, orquestra e banda magnética (1973)
- Ruf, orquestra e banda magnética (1977)
- Chessed I, 4 grupos instrumentais(1979)
- Chessed II, 6 instrumentos solistas e orquestra (1979)
- Sequencias, clarinete, 2 vibrafones, violino e orquestra (1982/1983–88)
- Quodlibet, 28 instrumentos, 6 percussionistas e orquestra (2 maestros) (1990–91)
- Chessed IV, quarteto de arcos e orquestra (1992)

### Música de Câmara
- Wandlungen, ensemble e live electronics (1986)
- Clivages I e II, 6 percussionistas (1987 e 1988)
- Lichtung I, clarinete, trompa, trombone, tuba, 4 percussionistas e violoncelo (1988/91)
- Chessed III, quarteto de arcos (1990–91)

### Instrumento solista
- Litanies du feu et de la mer I, piano (1969)
- Litanies du feu et de la mer II, piano (1971)
- Einspielung III, for solo viola (1981)
- Ludi concertati no. 1, flauta baixo(1985)
- Aura, flauta (1983–89)

### Música vocal
- Machina Mundi, 4 instrumentos solistas, coro, orquestra e banda magnética (1991–92)